# Mannheim Steamroller
Mannheim Steamroller é um grupo musical americano formado em Omaha, Nebraska, fundado por [[Chip Davis]].
É conhecido principalmente por suas canções que misturam música clássica e rock, e também por suas gravações modernas de melodias natalinas. O conjunto vendeu 28 milhões de cópias apenas nos Estados Unidos.